# Rosimar de Mello
Rosimar de Mello (Rio de Janeiro, 25 de junho de 1952 - Rio de Janeiro, 19 de março de 2014) foi uma atriz e artista plástica brasileira.

## Filmografia

### Televisão
| Ano  | Título                             | Personagem | Notas                             |
| ---- | ---------------------------------- | ---------- | --------------------------------- |
| 2013 | Salve Jorge                        | Parteira   |                                   |
| 2012 | As Brasileiras                     | Velhinha   | Episódio: "A Sexóloda de Floripa" |
| 2009 | Viver a Vida                       | Costureira | Participação                      |
| 2008 | Nada Fofa                          | a escrivã  |                                   |
| 2007 | Amazônia, de Galvez a Chico Mendes | Mundica    |                                   |
| 2005 | América                            | Sianinha   |                                   |
| 2002 | O Clone                            | Lourdes    |                                   |
| 1996 | Você Decide                        | —          | Episódio: "Molambo de Gente"      |
| 1992 | Você Decide                        | Carmem     | Episódio: "Tabu"                  |
| 1992 | Perigosas Peruas                   | Aerovelha  |                                   |
| 1990 | Barriga de Aluguel                 | Teresinha  |                                   |
| 1988 | Olho por Olho                      | Lola       |                                   |
| 1987 | Carmem                             | Moca       |                                   |

### Cinema
| Ano  | Título                              | Personagem      |
| ---- | ----------------------------------- | --------------- |
| 2013 | Odeio o Dia dos Namorados           | Faxineira       |
| 2007 | Remissão                            | Eufrásia        |
| 1998 | Policarpo Quaresma, Herói do Brasil | Senhora         |
| 1987 | Sonho de Valsa                      | —               |
| 1985 | Tropclip                            | Tia de Emiliano |

## No Teatro
- 2010 - Nossa Cidade
- 2006/2008 - Memórias Póstumas de Brás Cubas[4]
- 2005 - Queridos Convidados
- 1993 - As Primícias
- 1987 - A Bela Adormecida